# Викерс F.B.8
Викерс F.B.8 или Викерс E.F.B.8 (енгл. Vickers F.B.8) је британски ловачки авион. Први лет авиона је извршен 1915. године. 

Највећа брзина авиона при хоризонталном лету је износила 158 km/h.
Распон крила авиона је био 11,6 метара, а дужина трупа 8,58 метара. Био је наоружан са једним митраљезом калибра 7,7 мм Луис.

## Наоружање
| Наоружање авиона: Викерс       |     |
| Ватрено (стрељачко) наоружање  |     |
| Топ                            |     |
| Митраљез                       |     |
| Број и ознака митраљеза        | 1   |
| Калибар                        | 7,7 |
| Бомбардерско наоружање (бомбе) |     |
| Ракетно наоружање (ракете)     |     |